# Pop (album Czesława Mozila)
Pop – drugi album studyjny zespołu polskiego wokalisty i muzyka Czesława Mozila – Czesław Śpiewa. Wydawnictwo ukazało się 12 kwietnia 2010 roku nakładem wytwórni muzycznej Mystic Production. Płyta dotarła do 2. miejsca listy OLiS w Polsce i uzyskała certyfikat złotej.
W lipcu 2010 roku album został nominowany do nagrody Superjedynki w kategorii „Płyta pop”.

## Lista utworów
Opracowano na podstawie materiału źródłowego.
1. „Piosenka dla pajączka” – 03:05
2. „Kiedy tatuś sypiał z mamą” – 02:16
3. „W sam raz” – 03:15
4. „Krucha blondynka” – 03:02
5. „Podziękowanie” – 00:56
6. „Frozen margarita (with Gin)” – 03:22
7. „Caesia & Ruben” – 03:10
8. „O tych w Krakowie” – 02:40
9. „Dziewczyna z branży” – 03:14
10. „Caravan” – 05:16
11. „Pożegnanie małego wojownika” – 04:10

## Twórcy
Opracowano na podstawie materiału źródłowego.

- Czesław Mozil – akordeon, instrumenty klawiszowe, śpiew
- Martin Bennebo – akordeon, syntezatory, wokal wspierający
- Daniel Heloy Davidsen – gitara
- Karen Mortensen – klarnet basowy, saksofon barytonowy, wokal wspierający, klarnet, fujarka, perkusja, stylofon
- Linda Edsjö – wokal wspierający, perkusja, marimba, wibrafon
- Agnieszka Grela – harfa
- Jonas Jensen – wokal wspierający, perkusja, instrumenty klawiszowe, gitara akustyczna
- Tobias Tangaa Lange – wokal wspierający, perkusja
- Hans Finn Moeller – wokal wspierający, bałałajka, git. barytonowa, kontrabas, perkusja, git. basowa, piła, syntezator,
 stylofon, fujarka
- Jakob Munck Mortensen – fujarka, tuba, trąbka
- Marie Louise von Bülow – wokal wspierający, kontrabas, gitara, gitara basowa
- Jesper Andersen – wokal wspierający
- Toke Brorson Odin – wokal wspierający
- Stefen Brunn – wokal wspierający
- Adam "Nergal" Darski – wokal wspierający (utwór 9)
- Amalie Johansen – wokal wspierający
- Gaba Kulka – wokal wspierający (utwór 2 i 10)
- Sara Kvetny – wokal wspierający
- Katarzyna Nosowska – wokal wspierający (utwór 7)
- Alicja Pietruszka – wokal wspierający
- Pernille Louise Sejlund – wokal wspierający
- Agnieszka Strzedulla – wokal wspierający (utwór 11)
- Antonina Szostak – wokal wspierający (utwór 11)
- Martyna Walczyna – wokal wspierający (utwór 11)
- Jagoda Wierzbińska – wokal wspierający (utwór 11)
- Alicja Wysocka – wokal wspierający (utwór 11)
- Polska Orkiestra Radiowa
- Maciej Żółtowski – dyrygent